# 민경갑
민경갑(閔庚甲, 1970년 8월 27일~)은 대한민국의 은퇴한 레슬링 선수로 1992년 하계 올림픽에 출전했다.

## 경력
민경갑은 1970년에 태어났다. 그는 1992년 바르셀로나 올림픽에서 동메달을 획득했다. 그는 1993년 아시아 선수권 대회에서 우승했다. 그는 1994년 아시안 게임에서 금메달을 획득했다.